# Matteo Gabbia
Matteo Gabbia (* 21. Oktober 1999 in Busto Arsizio) ist ein italienischer Fußballspieler. Der Innenverteidiger steht bei der AC Mailand unter Vertrag.

## Karriere

### Verein
Gabbia durchlief von 2015 bis 2017 die Jugendabteilungen der AC Mailand. Unter Trainer Vincenzo Montella wurde Gabbia für das Heimspiel gegen die AS Rom am 7. Mai 2017 zum ersten Mal in den Profikader der AC Mailand einberufen. Sein erstes Pflichtspiel für die Mailänder bestritt er aber erst in der Qualifikation zur UEFA Europa League am 24. August 2017 gegen KF Shkëndija, als er in der 73. Spielminute für Manuel Locatelli eingewechselt wurde. Im Laufe der Spielzeit 2017/18 stand er zwar noch weitere Male im Kader der 1. Mannschaft, kam dabei aber zu keinem weiteren Pflichtspieleinsatz.
Für die Spielzeit 2018/19 wurde Gabbia in die drittklassige Serie C zu Lucchese 1905 ausgeliehen. In der dritten Liga bestritt Gabbia 30 Pflichtspiele und erzielte dabei ein Tor. Lucchese beendete die Saison auf dem 19. Tabellenplatz und stieg damit in die Serie D ab.
Im Juli 2019 kehrte Gabbia zurück nach Mailand und spielte am 17. Februar 2020 beim 1:0-Heimsieg gegen den FC Turin erstmals in der Serie A. Insgesamt absolvierte Gabbia in der Spielzeit 2019/20 10 Pflichtspiele für die Mailänder. Auch in der folgenden Spielzeit kam Gabbia nicht über die Rolle des Ersatzspielers heraus und bestritt, auch auf Grund von mehreren Verletzungen, nur 13 Pflichtspiele für die Mailänder. Gabbia und die AC Mailand beendeten die Spielzeit 2020/21 auf dem zweiten Tabellenplatz und qualifizierte sich erstmals seit 2013 wieder für die UEFA Champions League. In der Saison 2021/22 gewann Gabbia mit den Rossoneri die italienische Meisterschaft. Sein erstes Tor für Milan erzielte er im Oktober 2022 beim 0:4-Auswärtssieg gegen Dinamo Zagreb in der UEFA Champions League.
Nachdem sich Gabbia auch in der Saison 2022/23 nicht endgültig bei Milan durchsetzen konnte, wechselte er im Juli 2023 für ein Jahr per Leihe nach Spanien zum FC Villarreal. In Spanien kam er regelmäßig zum Einsatz und absolvierte sein erstes Spiel für Villareal im August 2023 beim 0:1-Auswärtssieg gegen den RCD Mallorca. In der Hinrunde stand er wettbewerbsübergreifend bei 13 Partien für den FC Villarreal auf dem Spielfeld.
Aufgrund der großen Verletzungsprobleme der Mailänder in der Innenverteidigung wurde die Leihe bereits im Januar 2024 beendet und Gabbia kehrte vorzeitig nach Italien zurück. 15 Monate nach seinem ersten Tor für die Mailänder in der Champions League erzielte er Anfang Februar 2024 beim Ligaspiel gegen Frosinone Calcio auch sein erstes Tor in der Serie A. Nach seiner Rückkehr spielte er erstmals regelmäßig für die Mailänder und stand in der restlichen Saison bei 18 von möglichen 20 Ligaspielen auf dem Spielfeld. Ende November 2024 verlängerte der Innenverteidiger seinen Vertrag in Mailand langfristig bis Sommer 2029. Eineinhalb Monate später gewann Gabbia mit den Rossoneri im Finale gegen Stadtrivale Inter Mailand den italienischen Superpokal.

### Nationalmannschaft
Von 2014 bis 2021 lief Gabbia für die unterschiedlichen italienischen Junioren-Nationalmannschaften auf. Anfang September 2015 erzielte er bei seinem Debüt für die U16-Auswahl im Freundschaftsspiel gegen die Schweiz sein erstes Tor im Trikot der Nationalmannschaft. Ein Jahr später nahm er als Stammspieler an er U17-Europameisterschaft 2016 in Aserbaidschan teil. Nach zwei Niederlagen gegen Spanien und die Niederlande schied die Auswahlmannschaft allerdings schon in der Gruppenphase aus dem Turnier aus. Im Juli 2018 gehörte Gabbia dem italienischen Aufgebot für die U19-Europameisterschaft 2018 an, bei welcher er nur bei zwei Gruppenspielen zum Einsatz kam. Italien erreichte in diesem Turnier das Finale und verlor dort knapp mit 3:4 in der Verlängerung gegen Portugal. Bereits ein Jahr später folgte mit der U20-Weltmeisterschaft 2019 die nächste Teilnahme an einem internationalen Fußballturnier für Gabbia. Im Gegensatz zur U19-Europameisterschaft 2018 war er bei der Weltmeisterschaft wieder ein gesetzter Stammspieler. Italien zog bei der Weltmeisterschaft bis ins Halbfinale ein und verlor diesen gegen den späteren Weltmeister Ukraine mit 0:1. Im Frühjahr 2021 gehörte er bei der zweigeteilten U21-Europameisterschaft 2021 in der Gruppenphase dem italienischen Aufgebot an. Dort absolvierte er am 30. März 2021 gegen Slowenien sein bisher letztes Länderspiel für Italien. Für die Finalrunde des Turniers wurde er nicht einberufen und Italien schied im Viertelfinale gegen Portugal aus.
Im Herbst 2024 berief Nationaltrainer Luciano Spalletti Gabbia erstmals in den Kader der italienischen Fußballnationalmannschaft. In den zwei Länderspielen der UEFA Nations League kam er jedoch nicht zum Einsatz.

## Erfolge
- Italienischer Meister: 2021/22 (AC Mailand)
- Italienischer Superpokalsieger: 2024/25 (AC Mailand)